# Hafele-Keating-Experiment

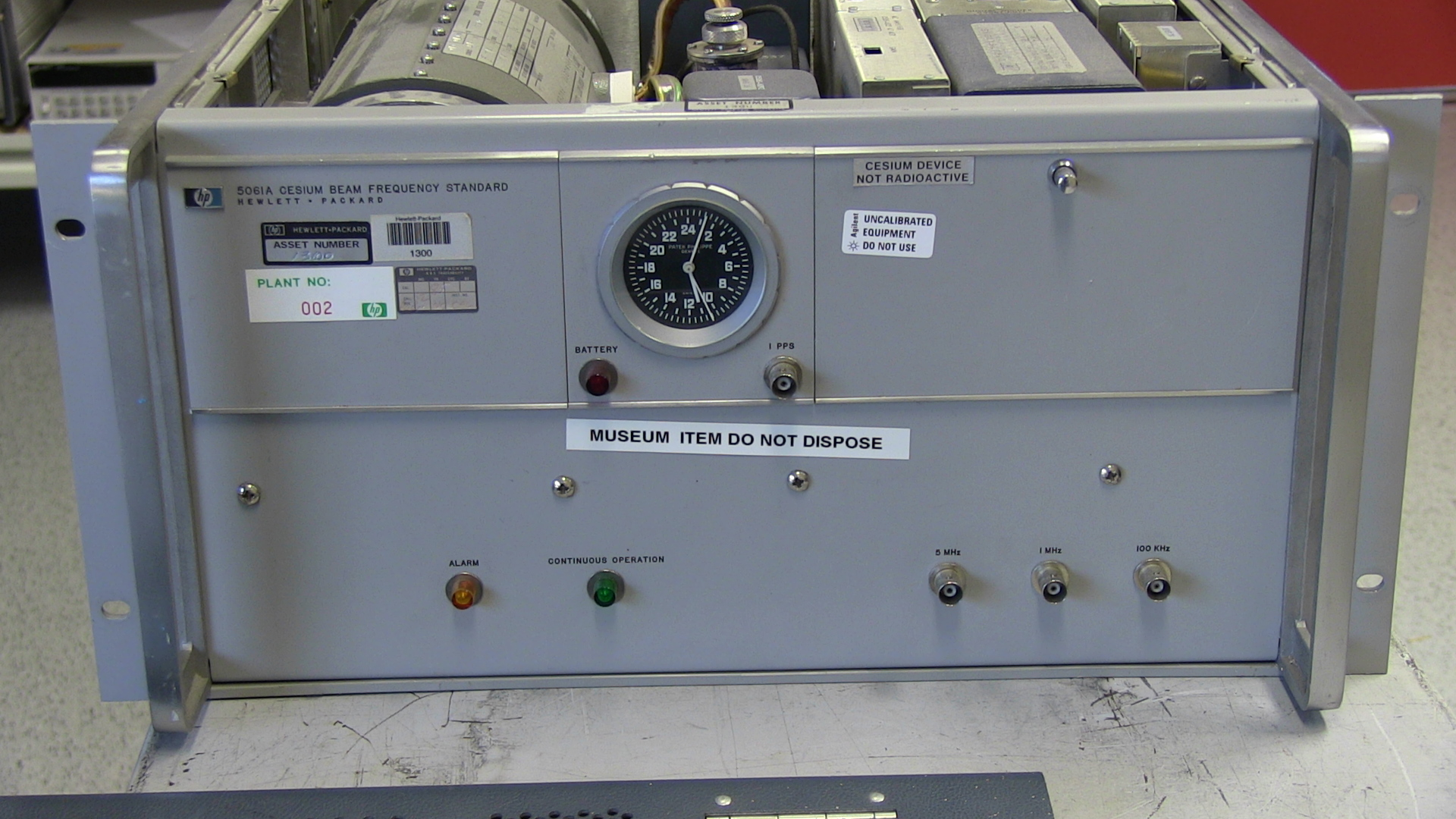
Eine der beim Experiment verwendeten Atomuhren, Typ HP 5061A (heute Museumsstück)

Das Hafele-Keating-Experiment war ein Test der Zeitdilatation bewegter Uhren. Joseph C. Hafele und Richard E. Keating brachten 1971 vier Cäsium-Atomuhren an Bord eines kommerziellen Linienflugzeugs, flogen einmal ostwärts rund um die Erde, und dann noch einmal westwärts. Sie verglichen die Uhren mit den Atomuhren, die ortsfest im United States Naval Observatory in Washington, D.C., standen, und bestätigten die Abweichungen, die von der Allgemeinen und Speziellen Relativitätstheorie vorhergesagt worden waren.
Gemäß der speziellen Relativitätstheorie geht eine gegenüber dem Beobachter bewegte Uhr langsamer als die Uhr, die neben ihm ruht (Zeitdilatation). Dieser Effekt ist in zweiter Näherung für kleine Geschwindigkeiten proportional dem Quadrat der Geschwindigkeit. Er wurde inzwischen in zahlreichen Tests der speziellen Relativitätstheorie nachgewiesen, siehe zum Beispiel Ives-Stilwell-Experiment und Zeitdilatation bewegter Teilchen.
Gemäß der allgemeinen Relativitätstheorie gehen Uhren in größeren Höhen wegen des höheren Gravitationspotentials schneller als auf der Erdoberfläche. Auch dieser Effekt wurde in zahlreichen Tests der allgemeinen Relativitätstheorie bestätigt, siehe zum Beispiel Pound-Rebka-Experiment.
Beim Hafele-Keating-Experiment summieren sich beide Effekte. Ähnliche Experimente wurden inzwischen mehrmals mit gesteigerter Präzision wiederholt, beispielsweise im Maryland-Experiment (siehe unten). Auch die Funktionsweise des Navigationssystems GPS bestätigt die theoretische Vorhersage.

## Hafele-Keating-Experiment
Im Bezugssystem, das sich in Ruhe bezüglich des Erdzentrums befindet, bewegt sich die Borduhr ostwärts in die Richtung der Erdrotation und hat eine größere Geschwindigkeit als eine Uhr an der Erdoberfläche. Gemäß der speziellen Relativitätstheorie läuft die Borduhr langsamer als die Bodenuhr, verliert also an Zeit. Hingegen hat die Borduhr, die sich westwärts und damit entgegen der Erdrotation bewegt, eine geringere Geschwindigkeit als die Bodenuhr, gewinnt also an Zeit. Gemäß der allgemeinen Relativitätstheorie kommt zusätzlich die geringe Zunahme des Gravitationspotentials in größeren Höhen ins Spiel, sodass aufgrund der gravitativen Zeitdilatation beide Borduhren im gleichen Ausmaß schneller gehen als die Bodenuhren.
Die 1972 veröffentlichten Resultate der beobachteten Zeitgewinne bzw. -verluste der um die Welt gereisten Uhr gegenüber der am Boden verbliebenen bestätigten die relativistischen Vorhersagen.
|           | vorhergesagt          | vorhergesagt              | vorhergesagt | gemessen    |
|           | Gravitation gemäß ART | Geschwindigkeit gemäß SRT | gesamt       | gemessen    |
| --------- | --------------------- | ------------------------- | ------------ | ----------- |
| ostwärts  | 144 ± 14 ns           | −184 ± 18 ns              | −40 ± 23 ns  | −59 ± 10 ns |
| westwärts | 179 ± 18 ns           | 96 ± 10 ns                | 275 ± 21 ns  | 273 ± 7 ns  |

## Wiederholungen
Wiederholungen des Originalexperiments wurden durch das National Physical Laboratory (NPL) 1996 mit einem höheren Genauigkeitsgrad durchgeführt, und zwar während eines Flugs von London nach Washington, D.C. und wieder zurück. Gemessen wurde ein Vorgehen der Borduhren von 39 ± 2 ns, in guter Übereinstimmung mit dem relativistischen Wert von 39,8 ns. Im Juni 2010 führte NPL das Experiment abermals durch, diesmal um den gesamten Globus (London – Los Angeles – Auckland – Hongkong – London). Der relativistische Wert war 246 ± 3 ns, gemessen wurde 230 ± 20 ns, abermals in guter Übereinstimmung.

## Maryland-Experiment
Ein komplexeres Experiment ähnlicher Art wurde von 1975 bis 1976 von Forschern der University of Maryland, USA, durchgeführt. Dabei wurden drei Atomuhren mit Flugzeugen auf etwa 10.000 m Höhe über Chesapeake Bay in Maryland transportiert, und drei Atomuhren befanden sich am Boden. Spezielle Behälter schützten die Uhren vor äußeren Einwirkungen wie Erschütterungen, Magnetfeldern, Temperatur- und Luftdruckschwankungen. Man verwendete Turboprop-Maschinen, die nur knapp 500 km/h erreichten, um den Geschwindigkeitseffekt klein zu halten. Die Flugzeuge befanden sich auf fest vorgegebenem Kurs und wurden ständig per Radar überwacht. Zunächst absolvierte man mehrere Testflüge und schließlich fünf Hauptflüge von je 15 Stunden Flugdauer. Je Sekunde ermittelte man Position und Geschwindigkeit.
Zum einen maß man den Zeitunterschied durch direkten Uhrenvergleich am Boden vor und nach dem Flug über etwa 20 Stunden. Zum anderen wurde während des Fluges durch Laser-Lichtpulse von 0,1 ns Dauer der Zeitunterschied abgelesen, indem man ein Signal zum Flugzeug schickte, das von diesem reflektiert und auf der Bodenstation wieder aufgefangen wurde. Die Differenz nahm schon während des Fluges laufend zu. Aufgrund des Gravitationseffektes gehen die Flugzeuguhren während des Fluges laufend schneller. Man beobachtete eine Abweichung von 47,1 ± 1,5 ns, bestehend aus −5,7 ns Verlangsamung, verursacht durch den Geschwindigkeitseffekt, und 52,8 ns aufgrund der Gravitation. Dies stimmt mit dem von der Relativitätstheorie vorausgesagten Wert von 47,1 ± 0,25 ns sehr gut überein. Die Fehlerrechnung ergab eine Genauigkeit von 1,6 %.

## Weitere Experimente
Iijima & Fujiwara führten zwischen 1975 und 1977 Messungen der gravitativen Zeitdilatation durch, indem sie eine kommerzielle Cäsium-Uhr abwechselnd vom National Astronomical Observatory of Japan in Mitaka auf 58 m über Seehöhe, zum Mount Norikura auf 2876 m über Seehöhe, transportierten. Der entsprechende Höhenunterschied war also 2818 m. Während der Aufenthaltszeiten in Mitaka wurde die Uhr mit einer weiteren dort stationären Cäsium-Uhr verglichen. Der berechnete hypsochrome Effekt der transportierten Uhr aufgrund der Gravitation belief sich auf 30,7 × 10−14, die gemessene war (29 ± 1,5) × 10−14 in Übereinstimmung mit dem theoretischen Wert. Das Verhältnis zwischen den beiden Werten war 0,94 ± 0,05.
1976 verglichen Briatore & Leschiutta den Gang von zwei Cäsium-Uhren, wobei sich eine Uhr in Turin bei 250 m und die zweite am Plateau Rosa bei 3500 m über Seehöhe befand. Der Vergleich wurde mittels Auswertung der Ankunftszeiten von VHF-Fernseh-Synchronisationspulsen und LORAN-C-Ketten durchgeführt. Die vorausgesagte Differenz war 30,6 ns pro Tag. Mittels zweier Operationskriterien wurden Differenzen von 33,8 ± 6,8 ns/T und 36,5 ± 5,8 ns/T gemessen, in Übereinstimmung mit dem vorausgesagten Wert.
2010 führten Chou u. a. Tests durch, womit sowohl Gravitations- als auch geschwindigkeitsbedingte Effekte bei weit geringeren Distanzen und Geschwindigkeiten gemessen wurden. Dabei wurden Aluminium-Ionen als äußerst präzise Uhren verwendet. Die Zeitdilatation aufgrund der Geschwindigkeit wurde mit einer Genauigkeit von ca. 10−16 bei Geschwindigkeiten von ca. 36 km/h gemessen. Die gravitative Zeitdilatation wurde durch Anhebung der Uhren um nur 33 cm ebenfalls bestätigt.
Andere präzise Bestätigungen der gravitativen Zeitdilatation sind das Pound-Rebka-Experiment und Gravity Probe A. Heute müssen sowohl die geschwindigkeitsbedingte wie auch die gravitationsbedingte Zeitdilatation beispielsweise in den Berechnungen des Navigationssystems GPS berücksichtigt werden. Aufgrund dieser und einer Reihe weiterer Hochpräzisionsexperimente ist die Existenz der relativistischen Zeitdilatation in der Fachwelt unumstritten. Siehe dazu Tests der speziellen Relativitätstheorie und Tests der allgemeinen Relativitätstheorie.

## Gleichungen
Die Gleichungen der für das Hafele-Keating-Experiment relevanten Effekte haben folgende Form:
Die Zeitdilatation ergibt sich als Summe dreier Beiträge:
{\displaystyle \mathrm {T} =\Delta \tau _{v}+\Delta \tau _{g}+\Delta \tau _{s}}
Beitrag der Geschwindigkeit gemäß der SRT:
{\displaystyle \Delta \tau _{v}=-{\frac {1}{2c^{2}}}\sum _{i=1}^{k}v_{i}^{2}\Delta \tau _{i}}
Beitrag der Gravitation gemäß der ART:
{\displaystyle \Delta \tau _{g}={\frac {g}{c^{2}}}\sum _{i=1}^{k}(h_{i}-h_{0})\Delta \tau _{i}}
Beitrag aus dem Sagnac-Effekt:
{\displaystyle \Delta \tau _{s}=-{\frac {\omega }{c^{2}}}\sum _{i=1}^{k}R_{i}^{2}\cos ^{2}\phi _{i}\Delta \lambda _{i}}
mit c = Lichtgeschwindigkeit, h = Höhe, g = Gravitationsbeschleunigung, v = Geschwindigkeit, {\displaystyle \omega } = Winkelgeschwindigkeit der Erdrotation, τ = Dauer/Länge eines Flugabschnitts. Die Effekte wurden über den gesamten Flug integriert, da sich die Parameter mit der Zeit verändern.